# Разведка береговой охраны
Разведка береговой охраны (англ. Coast Guard Intelligence (CGI)) — подразделение военной разведки Береговой охраны Департамента внутренней безопасности США. Отвечает за сбор разведданных, касающихся морских границ, побережий, портов и внутренних вод США. Основной функцией является борьба с нелегальной миграцией, контрабандой, в первую очередь — наркотиков, с экологическими преступлениями в прибрежной зоне и морским терроризмом, а также проведение контрразведывательных операций.

## История
Создана в 1915 году после объединения Фискальной катерной службы со Службой спасения. Чрезвычайно успешно проявила себя во времена сухого закона 1919—1933 и в штаб-квартире Береговой охраны в 1930 году был создан разведывательный отдел, а с 1933 стали создаваться подразделения разведки в региональных структурах Береговой охраны. Во время Второй мировой войны разведка Береговой охраны занималась внутренней разведкой и контрразведкой.
После терактов 11 сентября 2001 года статус Береговой охраны в целом и её разведки претерпели изменения. 28 декабря 2001 года президент Джордж Буш подписал закон, который внес поправки в Закон о национальной безопасности 1947 года, предусматривающие включение разведки Береговой охраны в состав разведывательного сообщества США. В ноябре 2002 года в структуре Береговой охраны была учреждена новая должность — помощника коменданта Береговой охраны по разведке, в распоряжение которого были переданы все имеющиеся в Береговой охране разведывательные структуры, включая службу расследования, которые ранее были подчинены помощнику коменданта по оперативным вопросам. Офицеры службы расследования, наряду с выполнением своих штатных обязанностей, стали заниматься и вопросами разведки. В штабах командующих Атлантическим и Тихоокеанским зонами Береговой охраны были созданы центры по обобщению разведывательной информации, а в штабах районов — разведывательные службы. В 18 основных портах США формируются группы сбора информации, представляющей интерес для обеспечения обороны и безопасности страны. Руководство разведкой на местах осуществляют по совместительству командиры частей Береговой охраны. Соответствующие службы береговой охраны стали привлекаться к реализации национальной программы внешней разведки (National Foreign Intelligence Program). Созданный в Береговой охране центр координации разведывательной деятельности (Intelligence Coordination Center), ставший составной частью федерального центра разведки ВМС США (National Maritime Intelligence Center), действует в интересах Oбъединённого Командования ВС США в зоне Северной Америки и Комитета начальников штабов ВС США.